# Will Malone
Will Malone, född 1952, är en brittisk musikproducent som har arbetat med artister som Black Sabbath, Iron Maiden och Todd Rundgren.